# Montaione
Montaione (Montaióne, IPA: /montaˈjone/) è un comune italiano di 3 447 abitanti della città metropolitana di Firenze in Toscana.
Fa parte del club dei Borghi più belli d'Italia.

## Geografia fisica
Il comune di Montaione fa parte della Valdelsa fiorentina, nel settore sud-occidentale della città metropolitana di Firenze. Confina a ovest e a nord con la provincia di Pisa.
Dista circa 50 km da Firenze in direzione sud-ovest e 60 km da Pisa in direzione sud-est.
- Classificazione sismica: zona 2 (sismicità medio-alta)[5].
- Classificazione climatica: zona E, 2289 GG
- Diffusività atmosferica: alta, Ibimet CNR 2002

## Storia

### La leggenda della fondazione
Secondo la leggenda un giovane nobile volterrano di nome Ajone, passò un giorno per una contrada lontana e nel più profondo del bosco incontrò la casa di Ine che piangeva la sua bellissima figlia, Figline, rapita da tal Gambasso. Ajone decise di riportare a casa Figline e marciò in guerra contro Gambasso. Riportata Figline dalla madre ottenne di sposarla e fondò sia il paese di "Monte Ajone" che il castello di Figline, a poca distanza da esso. I discendenti di Ajone e di Gambasso mantennero comunque un'accesa rivalità.
Un giorno i discendenti di Ajone e di Figline furono attaccati da un esercito nemico che dopo lungo assedio distrusse il castello, passando per le armi tutti i difensori. I popolani di Montaione smarrita la loro guida e la fede, ritornarono all'idolatrìa e decisero di sacrificare la più bella ragazza del paese, il cui nome era Filli, agli dèi in augurio di pace e felicità. Un cavaliere fiorentino, sentita la notizia, si precipitò a Montaione e inorridito dal sacrificio umano (e forse attratto dalla bellezza della fanciulla), obbligò i popolani a liberare la fanciulla e a sacrificare, al suo posto, una vitella. Fu così chiamato il "Sire della Vitella".
Filli, liberata, per riconoscenza verso il suo salvatore gli donò il vestito rosso stracciato che indossava e che egli usò, con orgoglio, come sua bandiera. Filli e il Signore della Vitella si sposarono e ricostruirono il castello di Figline dove vissero innumerevoli anni. Il Sire della Vitella era così innamorato della sua sposa che non faceva altro che chiamarla "Filli mia bella", "Filli desiata", "Filli cara"… fu così che fu chiamato egli stesso e il luogo dove vivevano "Fillicara". I loro discendenti si chiamarono così Fillicara o "Filicaja" o "da Filicaja" ed ebbero come emblema il simbolo del vestito di Filli.
Nel 1623 Michelangelo Buonarroti il giovane, nipote del più famoso omonimo, durante una permanenza a Montaione presso i da Filicaja scrisse "L'Ajone", che interpreta a suo modo la leggenda, aggiungendovi che al suo tempo nel "palazzo" dei da Filicaja a Montaione "(…)si sguazza, e mangia altro che ghiande / e d'un buon vino vi beon le pile".

### Origini
I primi documenti che menzionano Montaione risalgono al XIII secolo.
Il territorio era frequentato in epoca etrusca e romana, come testimoniano i ritrovamenti archeologici (necropoli e resti di fornaci presso Poggio all'Aglione, Bellafonte, Iano e Castelfalfi). Sotto Poggio all'Alglione sono presenti resti di una villa romana con pavimenti a mosaico e una cisterna per l'acqua. L'oratorio di San Biagio, a circa 500 m dal paese, conserva una cripta paleocristiana.
L'etimologia del nome è stata fatta risalire, senza prove certe, ad una fondazione da parte di uno degli ultimi duchi longobardi del ducato di Tuscia, nell'VIII secolo, un certo Allone, da cui avrebbe preso il nome un luogo chiamato nei documenti Mons Allonis, forse identificabile con Montaione.
La prima citazione sicura del toponimo "Montaione" compare in un atto volterrano del 1113, e solo in un altro atto del 1224 è attestata l'esistenza del castello e della sua "curia" (territorio di pertinenza). L'organizzazione comunale è documentata a partire dal 1256.

### XIII e XIV secolo
Nel 1297 un accordo tra il Comune di Firenze e quello di San Miniato stabilì i confini tra i rispettivi territori: Gambassi e Castelfiorentino erano compresi nel territorio fiorentino, mentre Montaione spettava al territorio sanminiatese.
La tradizione vuole che nel castello di Montaione esistessero diverse fornaci per la produzione di bicchieri in vetro. Nel 1335 è attestata una licenza a un tal Bartolo Bennati per aprire questa produzione a Montaione, sottoposta ad una gabella di quindici lire, alla proibizione di impegnare nel lavoro alcun gambassino o altri nemici del comune e all'obbligo di vendere i bicchieri a due denari e mezzo l'uno, ovvero a mezzo denaro meno che a Gambassi.
Nel 1368 Firenze assediò San Miniato, che aveva aderito alla parte ghibellina e Montaione inviò un'ambasceria a Firenze per sottomettersi, insieme al castello di Figline e ad altri borghi del territorio. San Miniato non più sostenuta dal proprio territorio fu presa il 9 gennaio del 1370 e Montaione passò definitivamente sotto il dominio fiorentino, insieme a Tonda, San Quintino, Castelnuovo, Cojano, Barbialla, Cigoli, Monte Bicchieri, Stibbio e Leporaia. Nell'aprile dello stesso anno fu istituita una podesteria con giurisdizione su Montaione e i castelli di Figline e di Tonda, con sede per metà nel castello di Montaione e per metà nel castello di Tonda. Un'altra podesteria venne istituita per i castelli di Barbialla e Collegalli, più tardi riunita con quella di Montaione.
Nel 1390 terminò una disputa tra Montaione e San Miniato per il possesso della "Selva di Camporena", che sembra avesse importanza per la produzione vetraria di Montaione: vennero stabiliti all'interno della zona i confini tra le due comunità.
Nel 1395 il castello di Castelfalfi andò distrutto negli scontri tra Firenze e Pisa e venne in seguito ricostruito con l'attuale aspetto

### Dal XV al XIX secolo

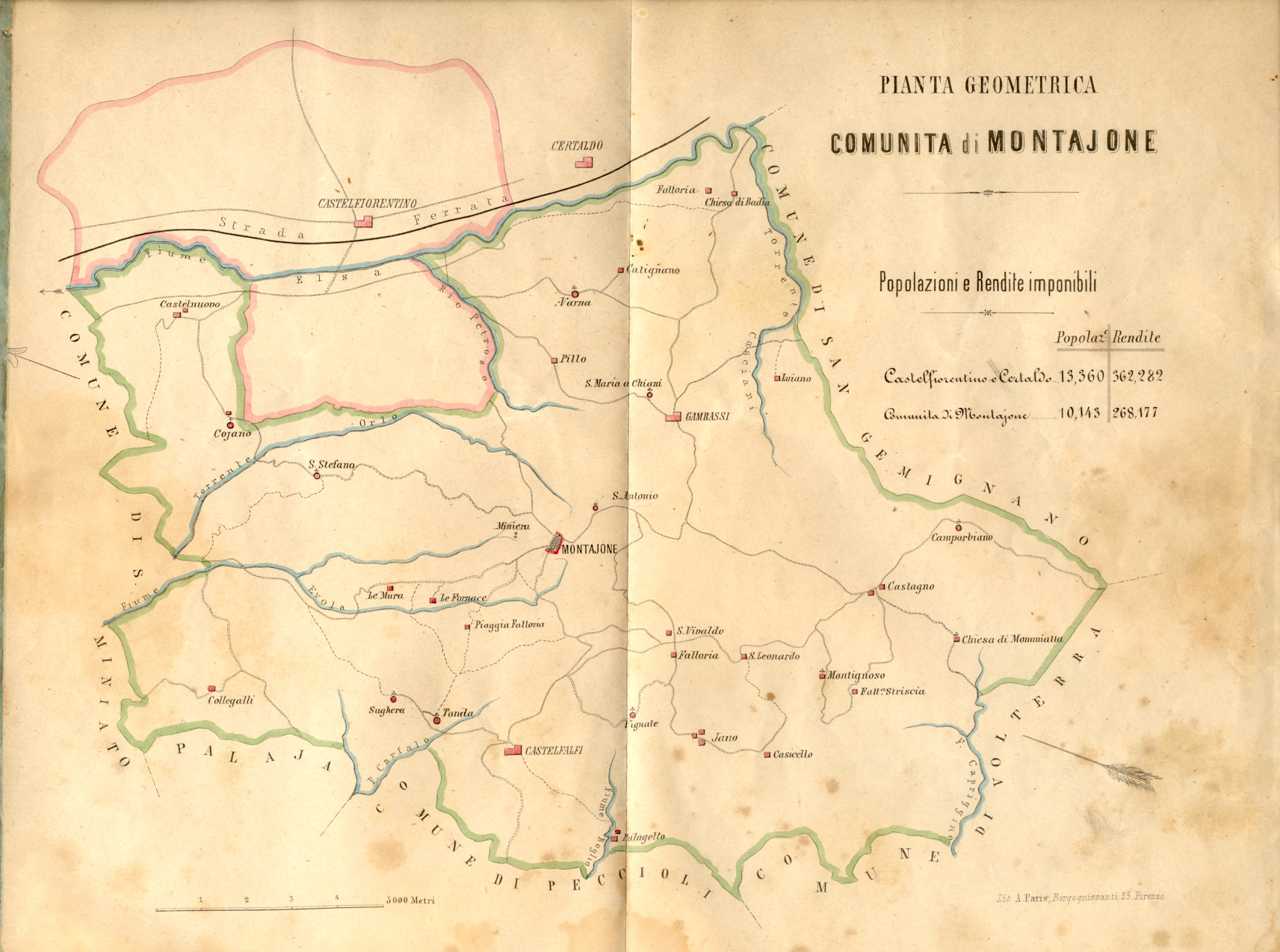
Pianta geometrica della Comunità di Montaione (1866)

Nel 1452 ser Giovanni di Simone da Filicaja acquistò il castello di Figline come base personale nella guerra contro Pisa, e da quel momento il castello prese il nome del nuovo signore. Nel 1454 Giovanni da Filicaja fu inoltre podestà di Montaione.
Nell'ottobre del 1529 le truppe di Carlo V posero Firenze sotto assedio. La Valdelsa, dove i vari castelli fiorentini si erano arresi senza combattere, vide gli scontri tra le truppe imperiali e i fiorentini guidati da Francesco Ferrucci, mentre nei paesi, ed anche a Montaione scoppiava un'epidemia di peste. Con la battaglia di Gavinana e la morte del Ferrucci, Firenze si arrese e dovette accettare il rientro dei Medici. La Valdelsa per i danni degli eventi bellici fu esentata dalle imposte dal governo fiorentino e furono fuse le podesterie di Castelfiorentino e Barbialla.

#### Lavorazione del vetro
Proseguendo una tradizione già iniziata in precedenza, nel corso del XV secolo si sviluppò ulteriormente la produzione di bicchieri e altri oggetti di vetro di uso quotidiano: numerosi bicchierai montaionesi lavorarono a Firenze e i cristalli montaionesi sono riconosciuti per la loro qualità: nel 1738 un bando del granduca di Toscana ordinava che i lavoranti delle fornaci per la produzione di vetri di Firenze dovessero essere "Maestri di Montaione e loro figliuoli". L'ultima fornace di Montaione (di un certo Pomponi) era ancora attiva a metà dell''800.

### XIX secolo
Al plebiscito del 1860 per l'annessione della Toscana alla Sardegna i "sì" non ottennero la maggioranza degli aventi diritto (928 su totale di 2894), con un astensionismo da record, sintomo dell'opposizione all'annessione.

### XX secolo
Tra la fine del XIX e l'inizio del XX secolo il territorio di Montaione subì diverse variazioni nella sua superficie, prima con l'aggregazione delle frazioni di Castelnuovo e di Coiano al comune di Castelfiorentino, nel 1876, e quindi con quello della popolosa frazione di Gambassi, divenuto comune autonomo, insieme a Varna, Catignano e Il Castagno, nel 1917, in seguito ad una lunga discussione.

### Simboli
Il cervo allude alle caratteristiche del territorio, ricco di boschi e riserve faunistiche e sarebbe stato adottato come simbolo del paese quando la comunità si ricostituì dopo la dominazione francese (1814). Lo stemma è stato in seguito riconosciuto con decreto del capo del governo del 5 febbraio 1938.
Il gonfalone è un drappo di azzurro.

## Monumenti e luoghi d'interesse

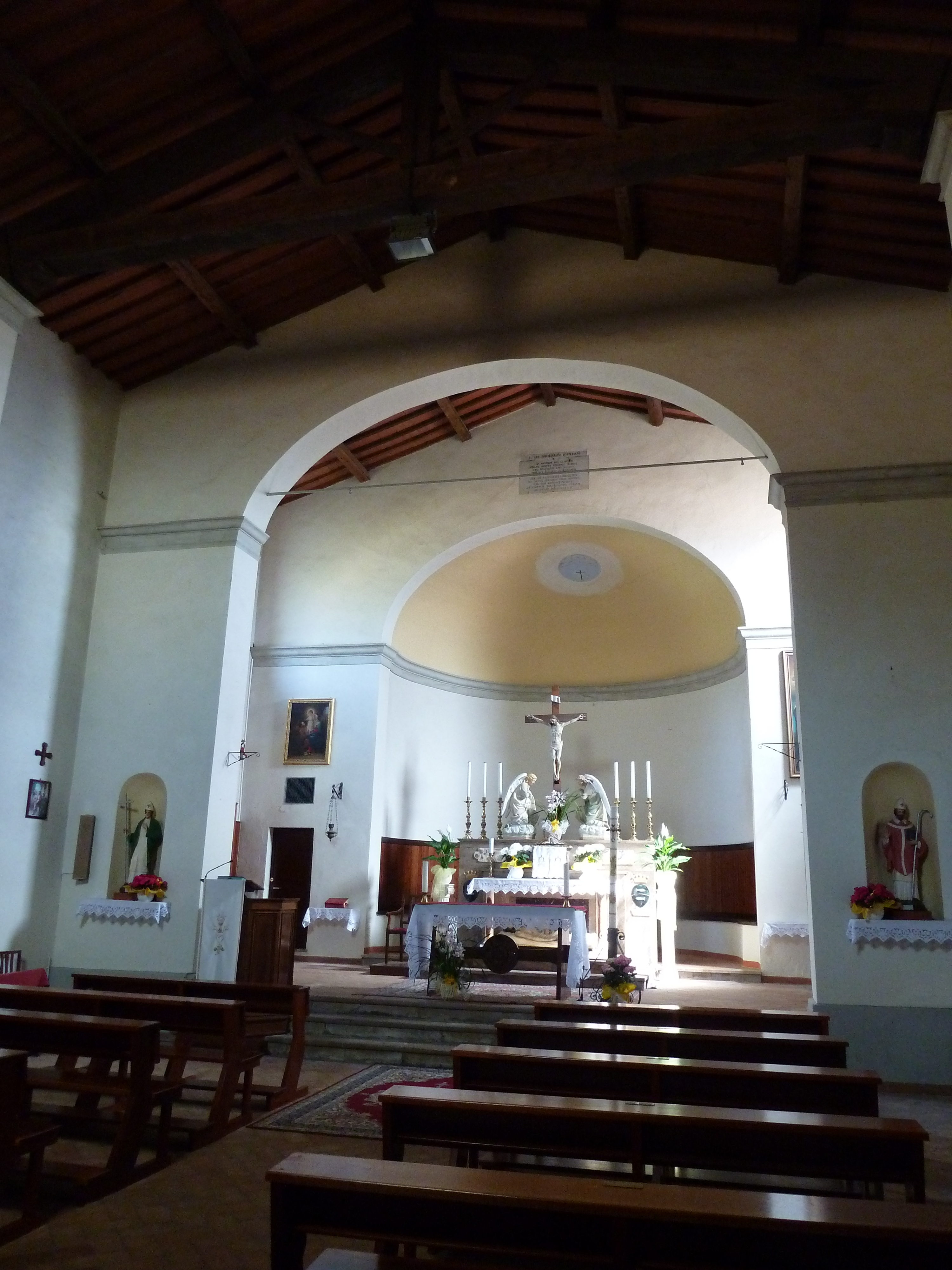
Interno della chiesa di Sant'Andrea in Alliano, nella frazione di Iano

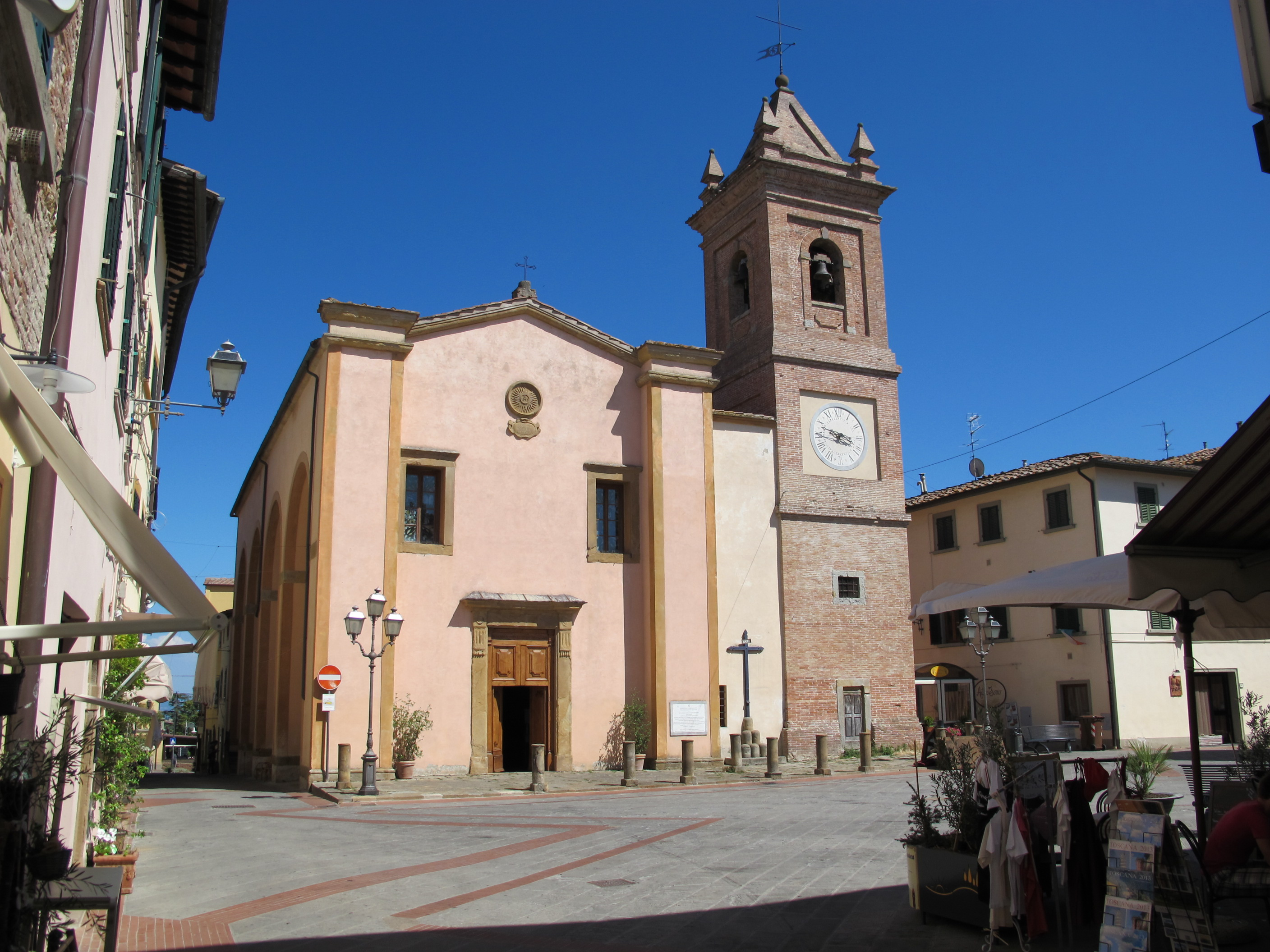
Chiesa di San Regolo nella piazza centrale del paese

### Architetture religiose
- Chiesa di San Regolo
- Chiesa e convento di San Vivaldo nella omonima frazione
- Santuario della Pietrina nei pressi della frazione Palagio
- Chiesa di San Bartolomeo a Santo Stefano
- Chiesa di Sant'Andrea in Alliano, al centro della frazione di Iano

### Architetture civili
- Palazzo Pretorio
- Villa da Filicaja nella frazione di Filicaja

### Architetture castrensi
Castello di Iano
Castello di Camporena
Nominato già in un documento volterrano del 1089 e ricostruito da San Miniato nel 1122, fu poi rivendicato da Pisa, che lo occupò nel 1329 e fu quindi distrutto dai fiorentini. I resti del castello sono visibili nel bosco sulla collina che domina la valle del Roglio: una cantina, le fondamenta di un muraglione e le basi di due torrioni. Una leggenda dice che un passaggio sotterraneo segreto partirebbe da Camporena e arriverebbe fino a Vignale dove, naturalmente, ci sarebbe un grande tesoro.
Castello di Vignale
Attestato come esistente nel 1138, nel 1186 fu diviso da Arrigo VI tra il vescovo di Volterra e i conti della Gherardesca. Qui passava il confine prima tra Firenze e San Miniato e poi tra Firenze e Pisa. Il 9 giugno 1338 vi fu firmato l'accordo di concordia tra Firenze e Volterra. Abbandonato nel secondo dopoguerra, vi si conservano i resti di un mulino, dei bastioni e, più in alto, della chiesa e della canonica.
Castello di Collegalli
Il castello è nominato per la prima volta nel 1123. Nel 1312 nella battaglia di Barbialla i conti di Collegalli assalirono e sconfissero i soldati pisani che tornavano dall'assedio di Firenze, alla guida di Arrigo di Lussemburgo. Nel 1329 Collegalli partecipò con i suoi sindaci alla firma della pace di Montopoli. Nel 1370 passò ai fiorentini, che vi stabilirono una podesteria (Collegalli e Barbialla). Il castello trasformato in villa oggi appartiene alla famiglia Burgisser che lo acquistò nei primi anni del Novecento.
Castello di Figline
Le prime notizie di un castello di nome Figline sono degli inizi del XII secolo: il sito del castello doveva trovarsi dove ora è la "Villa da Filicaja", oppure spostato di qualche centinaio di metri più a sud. Nel 1297 il castello fu distrutto e abbandonato e successivamente ricostruito nello stesso luogo o spostato più a nord dalla famiglia dei Figlinesi. Nel 1452 ser Giovanni di Simone da Filicaja acquistò il castello di Figline, che da quel momento prese il nome del nuovo signore. Il castello servì da base alle truppe fiorentine guidate da Antonio da Filicaja, Averardo Salviati e Niccolò Capponi che entrarono vittoriose a Pisa l'8 giugno del 1509. Il castello fu anche dimora del poeta Vincenzo da Filicaja. Durante i secoli il piccolo borgo subì diverse trasformazioni e oggi ha più l'aspetto di una villa che di un centro abitato. È rimasto di proprietà della omonima famiglia.
Castello di Barbialla

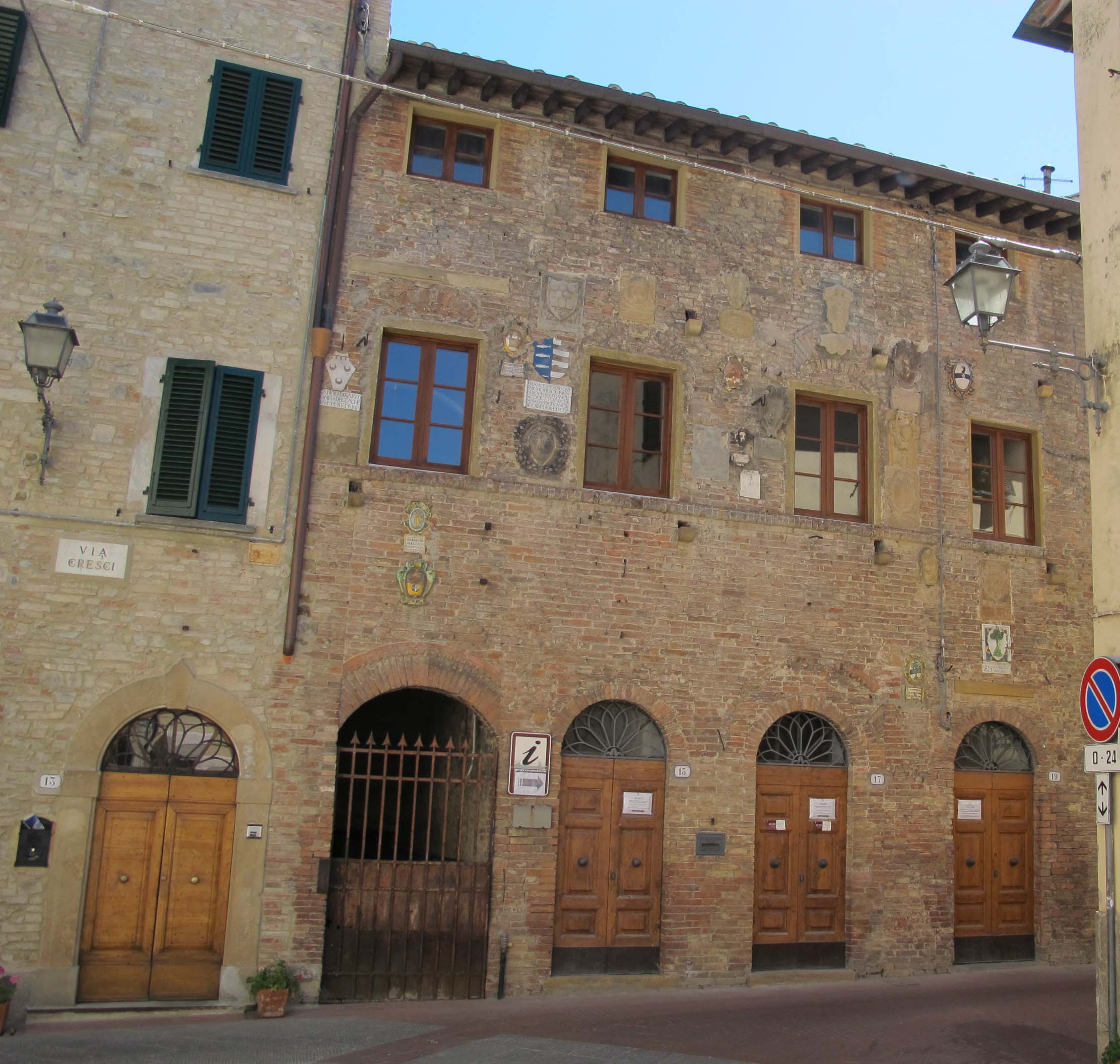
Palazzo Pretorio di Montaione

Fu in possesso dei conti Cadolingi e dei conti della Gherardesca già prima del 1109. Nel 1186 passò al vescovo di Volterra e quindi al comune di San Miniato. Nel 1370 passò a Firenze, nel 1431 fu conquistato dai pisani per essere poi liberato dai fiorentini ed infine saccheggiato ancora dai pisani. È stato completamente ristrutturato negli anni ottanta da Raul Gardini ed attualmente è utilizzato come foresteria di una multinazionale.

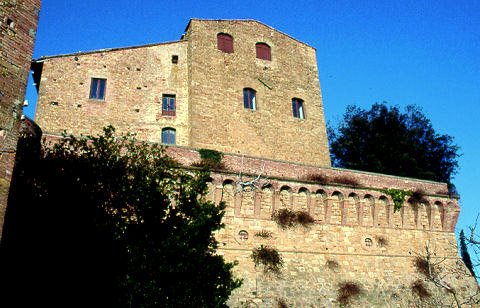
Castelfalfi
Secondo la tradizione sarebbe stato fondato dal longobardo Faolfi agli inizi dell'VIII secolo, dal quale sarebbe derivato il nome di castrum Faolfi, poi mutato in Castelfalfi. Compare citato in un documento di donazione del 745 da parte di Walfredo di Ratgauso della Gherardesca alla Badia di Monteverdi in Maremma. Nel 1139 fu venduto da Ranieri della Gherardesca al vescovo di Volterra e nel Duecento il piviere di Castelfalfi aveva 13 chiese suffraganee. Nel 1475 gli allora proprietari, Giovanni di Francesco Gaetani e sua moglie Costanza de' Medici, ristrutturarono il castello e vi costruirono l'adiacente villa. Castelfalfi fu saccheggiato e incendiato nel 1554 dalle milizie di Piero Strozzi al tempo della guerra fra Firenze e Siena. Passò poi ai Medici Tornaquinci.
Castello di Tonda
Nominato per la prima volta in un documento volterrano del 1161, fu assegnato in feudo nel 1212, insieme ad altri beni, ai fratelli pisani Ventilio e Guido di Ildebrandino. In seguito il castello passò al conte Ranieri della Gherardesca e fu venduto nel 1267 al comune di San Miniato per 833 lire, 6 soldi e 8 denari. Passato a Firenze nel 1370, nel 1379 fu assegnato alla podesteria di Montaione, della quale fu sede insieme a Figline. Il borgo è proprietà di una società svizzera e dopo i restauri adibito a struttura turistica.
Castello della Sughera
Il castello è menzionato la prima volta nel 1186, in occasione della sua donazione da parte dell'imperatore Arrigo VI al vescovo di Volterra, (Ildebrando Pannocchieschi). Il borgo conserva una stretta strada principale e angusti vicoli, il pozzo e i resti di una vecchia cappella. È tuttora abitato.
Castello di Scopeto
Attestato nelle fonti già nel 1004, di incerta identificazione, probabilmente non lontano da Barbialla.
Castello di Santo Stefano
Il castello è nominato per la prima volta in un atto nel 1182. Si conservano su un rilievo alla spalle della chiesa di San Bartolomeo e presso una fattoria, i resti del cassero, sottoposti recentemente ad indagini archeologiche.

### Siti archeologici
- cisterna tardo-romana adibita a riserva d'acqua per una villa romana in località Poggio all'Aglione.

### Aree naturali
- "bosco delle Corbezzolaie", dove sopravvive una faggeta eterotropica posta ad un'altitudine insolitamente bassa, insieme a flora di elementi colchici a laurifille e ad una consistente popolazione della rara e protetta salamandrina dagli occhiali, dal 2007 area naturale protetta di interesse locale Alta Valle del Torrente Carfalo[17].

## Società

### Evoluzione demografica
Abitanti censiti

### Etnie e minoranze straniere
Secondo i dati ISTAT al 31 dicembre 2010 la popolazione straniera residente era di 351 persone. Le nazionalità maggiormente rappresentate in base alla loro percentuale sul totale della popolazione residente erano:
- Romania 98 2,60%
- Albania 86 2,28%
- Marocco 42 1,11%

## Cultura

### Musei
- Museo archeologico, situato nel Palazzo Pretorio, nel centro del paese

### Festival
- Dal 2010, nell'ultima settimana di giugno per le vie e le piazze del paese si svolge il festival Liberarti.
- Dal 2009, nel mese di agosto si svolge il Festival della Musica Suonata.

## Economia
Dopo i tentativi di industrializzazione degli anni sessanta e settanta, a partire dalla seconda metà degli anni novanta si sono sviluppati i settori dell'agriturismo e della produzione agricola di qualità e biologica, che hanno generato anche un indotto nel settore dei servizi e contribuendo al risanamento ambientale. Sono comunque presenti alcune attività manifatturiere ed artigianali.

### Agricoltura
Il settore primario è attivo principalmente nella coltivazioni della vite e dell'olivo, con le relative produzioni di vino (principalmente Chianti e Chianti Superiore DOCG) e di olio extra vergine d'oliva: Si coltiva inoltre lo zafferano e viene prodotto miele.
In via di scomparsa ma ancora presente la coltivazione dei cereali (essenzialmente frumento e avena) e del girasole.

### Industria
Il settore secondario è principalmente attivo nelle piccole aziende di confezioni di abbigliamento e produzione di parti per calzature. Sono presenti anche una media industria alimentare e una di materie plastiche.

### Servizi
Il settore terziario è essenzialmente rappresentato dai servizi al turismo. Sono presenti una decina di aziende agrituristiche, diversi alberghi e numerosi ristoranti. Il comune è il più importante della provincia per l'afflusso turistico, dopo Firenze.

## Amministrazione
Il comune fa parte dell'Associazione nazionale delle città del pane e dell'Associazione nazionale città dell'olio.
Di seguito è presentata una tabella relativa alle amministrazioni che si sono succedute in questo comune.
| Periodo        | Periodo        | Primo cittadino              | Partito                                                        | Carica  | Note   |
| -------------- | -------------- | ---------------------------- | -------------------------------------------------------------- | ------- | ------ |
| 1º luglio 1985 | 27 maggio 1990 | Rino Salvestrini             | Partito Comunista Italiano                                     | Sindaco | [ 21 ] |
| 27 maggio 1990 | 24 aprile 1995 | Rino Salvestrini             | Partito Comunista Italiano, Partito Democratico della Sinistra | Sindaco | [ 21 ] |
| 24 aprile 1995 | 14 giugno 1999 | Veronica Campinoti Del Turco | Partito Democratico della Sinistra                             | Sindaco | [ 21 ] |
| 14 giugno 1999 | 14 giugno 2004 | Veronica Campinoti           | centro-sinistra                                                | Sindaco | [ 21 ] |
| 14 giugno 2004 | 8 giugno 2009  | Paola In Benassi Rossetti    | centro-sinistra                                                | Sindaco | [ 21 ] |
| 8 giugno 2009  | 26 maggio 2014 | Paola Rossetti               | Partito Democratico                                            | Sindaco | [ 21 ] |
| 26 maggio 2014 | 27 maggio 2019 | Paolo Pomponi                | Partito Democratico                                            | Sindaco | [ 21 ] |
| 27 maggio 2019 | 10 giugno 2024 | Paolo Pomponi                | Partito Democratico                                            | Sindaco | [ 21 ] |
| 10 giugno 2024 | in carica      | Paolo Pomponi                | Partito Democratico                                            | Sindaco | [ 21 ] |

## Sport

### Calcio
La principale squadra di calcio della città è l'A.S.D.C.G Aurora Montaione che milita nel girone I toscano di 2ª Categoria. È nata nel 2014.